# Mehmed III
Mehmed III (Manisa, 26 de mayo de 1566 — Estambul, 22 de diciembre de 1603) fue sultán del Imperio otomano desde 1595 hasta su muerte. Mehmed era conocido por ordenar la ejecución de sus hermanos y liderar el ejército otomano en la guerra turca larga, durante la cual el ejército otomano obtuvo la victoria en la batalla decisiva de Keresztes, en Hungría.

## Reinado
Su figura es tristemente célebre en la historia de la Dinastía Otomana por haber hecho estrangular a sus diecinueve hermanos en pos de una sucesión sencilla para su persona. Fue el único sultán en el Imperio Otomano, que no estuvo en asuntos políticos y relaciones internacionales, ya que dejó todo su poder y responsabilidades a su madre, Safiye Sultan. Igual al caso de su padre que dejó su poder a partir de 1583 en las manos de ella.
Mehmed fue un gobernante frívolo y ocioso, dejando el gobierno del Imperio en manos de su madre Safiye (la Valide sultan), típica muestra de las influencias ejercidas por el harén del palacio en el período de la historia del Imperio Otomano conocido como el sultanato de las mujeres. Siendo un sultán que solo se preocupó por asuntos de batallas y de conquistas. Su madre Safiye Sultan, gobernaría el Imperio Otomano, algo similar durante el reinado de Murad III donde Safiye tendría mucha influencia siendo Cogobernante y jefa de la corte otomana, aunque en este caso ella no compartiría el poder con nadie ya que su hijo le dio todo su poder y responsabilidades. Siendo reconocida en Europa como la Reina Sofia o Reina Melike Safiye.
El acontecimiento principal de su reinado fue la Guerra Austro-otomana en Hungría (1596–1605).
Los ejércitos de Mehmed conquistaron Erlau (1596) y derrotaron a los Habsburgo y a las tropas de Transilvania en la Batalla de Mezokeresztes durante la cual tuvieron que disuadir al sultán para que huyera del campo de batalla en la mitad de la contienda. 
Durante el sultanato de Mehmed, aunque no se sufrió ningún revés importante, considerando la incipiente decadencia del Imperio, esto no puede atribuirse a la capacidad de gobierno del sultán. Falleció en el invierno de 1603, siendo luego sucedido por su hijo de apenas 13 años, Ahmed I.

## Consortes
Mehmed tuvo varias consortes, entre las más destacadas:
- Handan Sultan (1565 — 9 de noviembre de 1605), de origen bosnio o griego, madre de 6 hijos y su primera consorte. Se convirtió en Valide Sultan (1603 — 1605). Fue regente no oficial del Imperio Otomano;
- Halime Sultan (1571 — 1643), de origen abjasiano, madre de 4 hijos y su segunda consorte. Fue Valide Sultan entre dos períodos (1617 — 1618) y (1622 — 1623), dirigió el estado otomano por completo debido a la incapacidad mental de su hijo;
- [1]Abileyal Hatun (¿? — después de 1603), de origen desconocido y su tercera consorte. Madre de Şehzade Cihangir;

- Saliha Hatun (¿? — 1613), de origen desconocido. Madre de Şehzade Osman y Beyhan Sultan;

- Fülane Hatun (¿? — 1598), de origen desconocido, murió en una epidemia de peste en 1598. Madre de Hümaşah Sultan.[2]

## Descendencia
- Şehzade Selim (1585 — 20 de abril de 1597), hijo con Handan Sultan;
- Şehzade Süleyman (1586 — 1597), hijo con Handan Sultan;
- Şehzade Mahmud (1587 — 7 de junio de 1603), hijo con Halime Sultan;
- Ahmed I (18 de abril de 1590 — 22 de noviembre de 1617)- hijo con Handan Sultan. Fue sultán del Imperio Otomano (1603 – 1617);
- Şehzade Fülan (1597 — 1598), hijo con Fülane Hatun;
- Şehzade Osman (1597 — 1601)- hijo con Saliha Hatun;
- Şehzade Cihangir (1599  — 1602) hijo con Abileyal Hatun;
- Mustafa I (17 de octubre de 1600 — 20 de enero de 1639), hijo con Halime Sultan. Fue sultán del Imperio Otomano entre dos períodos (1617 – 1618) y (1622 – 1623).

Hijas
- Fatma Sultan (1584 — 1648), hija de con Handan Sultan. Se casó en 1602 con Damat Tiryaki Hasan Paşa. Tuvo descendencia;
- Ayşe Sultan (1587 — 1628), hija con Handan Sultan. Se casó en 1604 con Damat Destari Mustafa Paşa. Algunas fuentes también sugieren que se volvió a casar con Gazi Hüsrev Paşa en 1624. Tuvo descendencia;
- Şah Sultan (1588 — 1623), hija con Halime Sultan. Se casó en 1604 con Damat Kara Davud Paşa, luego Gran Visir del Imperio Otomano. Tuvo descendencia;
- Hatice Sultan (1590 — 1613), hija con Halime Sultan. Casada en primer lugar en 1604 con Damat Mirahur Mustafa Paşa, y casada en segundo lugar en 1612 con Damat Mahmud Paşa, hijo de Cigalazade Sinan Paşa. Tuvo descendencia;
- Beyhan Sultan (1590 — 1645), hija con concubina de nombre desconocido. Se casó en 1612 con Damat Halil Paşa. Tuvo descendencia;
- Safiye Sultan (1590 — después de 1638), hija con concubina de nombre desconocido. Se casó con Damat Mehmed Paşa. Si desconoce si tuck descendencia;
- Hümaşah Sultan (1596 — después de 1638), hija con Fülane Hatun.[1]Se casó en octubre de 1612 con Damat Cagağlu Mahmud Paşa. Se desconoce si tuvo descendencia;
- Esra Sultan (1594 — después de 1616), hija con concubina de nombre desconocido.Ella estaba entre las princesas solteras en 1622;
- Halime Sultan (1598 — después de 1622), posible hija con Halime. Ella estaba entre las princesas solteras en 1622;
- Ümmügülsüm Sultan (1600 — 1618), hija con concubina de nombre desconocido. Nunca se casó y murió entre los 17 a 18 años;
- Akile Sultan (¿? — después de 1622), hija con concubina de nombre desconocido. Ella estaba entre las princesas solteras en 1622;
- Fülane Sultan (¿? — después de 1622), hija con concubina de nombre desconocido. Ella estaba entre las princesas solteras en 1622.

| Predecesor: Murad III | Sultán del Imperio otomano 1595 - 1603 | Sucesor: Ahmed I |